# August Belmont
August Belmont wcześniej Aron Schönberg (ur. 8 grudnia 1813 w Alzey, zm. 24 listopada 1890 w Nowym Jorku) – amerykański polityk, dyplomata, członek Partii Demokratycznej.

## Działalność polityczna
Od 1853 do 1857 był ministrem pełnomocnym Stanów Zjednoczonych w Holandii. W okresie od 1860 do 1872 był przewodniczącym Krajowego Komitetu Partii Demokratycznej (DNC).
Był synem Frederika Elsassa Simona Schönberga. W roku 1849 poślubił Caroline Slidell Perry i ich synami byli Perry Belmont i Oliver Belmont.